# Rio Bogdana (Suceava)
O Rio Bogdana é um rio da Romênia afluente do Rio Suceava, localizado no distrito de Suceava.